# Epicladonia stenospora
Epicladonia stenospora är en lavart som först beskrevs av Harm., och fick sitt nu gällande namn av David Leslie Hawksworth 1981. Epicladonia stenospora ingår i släktet Epicladonia, divisionen sporsäcksvampar och riket svampar.  Arten är reproducerande i Sverige. Inga underarter finns listade i Catalogue of Life.